# He Hua Tempel

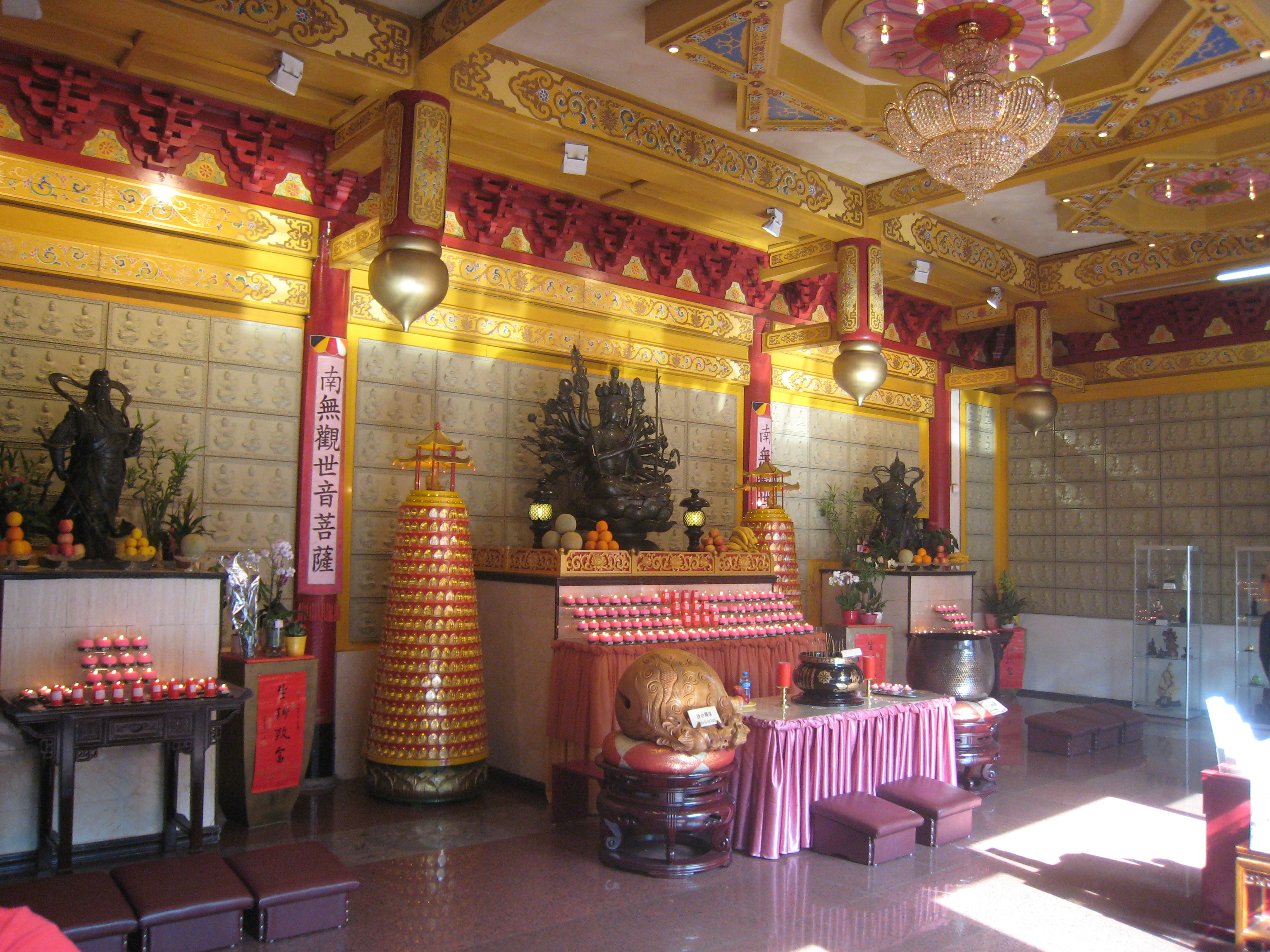
Kuan Yin Shrine met de beelden van Sangharama, Guanyin en Skanda (v. l. n. r.)

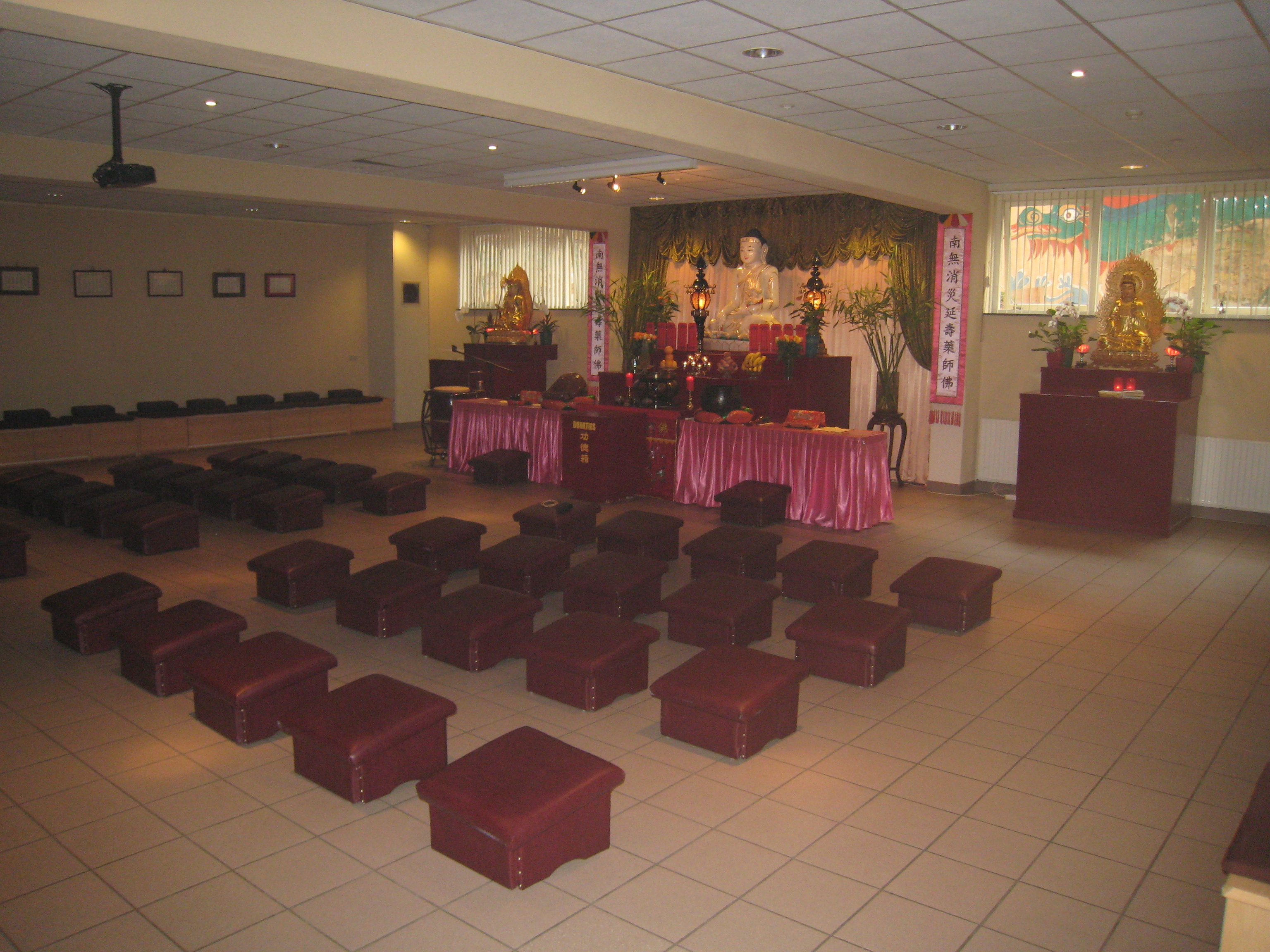
Jaden Boeddha zaal met de beelden van Ksitigarbha, Sakyamuni en Guanyin (v. l. n. r.)

De Fo Guang Shan He Hua Tempel (FGS He Hua Tempel) van de Fo Guang Shan is een boeddhistische tempel aan de Zeedijk nummers 108 tot 116, Amsterdam Chinatown te Amsterdam. De naam wordt uitgesproken als "gguh ggwaa", en betekent lotusbloem in het Chinees.
Dit is de grootste tempel in Europa die in de traditionele Chinese paleisstijl is gebouwd. Het complex is ontworpen door een Nederlander, de architect Fred Greven, in opdracht van Buddha's Light International Association uit Taiwan. Dit is een organisatie in het Chinees boeddhisme. Het initiatief tot de bouw is genomen door Frank Man, een uit Hongkong afkomstige Chinees-Amsterdamse zakenman.
De tempel staat op de plaats waar in de middeleeuwen een cellezustersklooster was gevestigd (1475). De laatste resten van dit klooster, Zeedijk 108-112, werden in 1944 gesloopt, nadat de joodse eigenaren van de beide winkelpanden waren gedeporteerd. De panden 114-118 stortten later dat jaar in. Decennialang was Zeedijk 106-118 een open plek op de Zeedijk. In de jaren vijftig werd hier een door Aldo van Eyck ontworpen kinderspeelplaats gerealiseerd. Toen de Zeedijk twee decennia later als gevolg van de heroïneproblematiek verpauperde, werd de speelplaats een geliefde plek voor junks. In 1994 werd besloten op deze locatie een boeddhistische tempel te bouwen. De bouw begon enkele jaren later met een grondbreekceremonie. Op 15 september 2000 werd de tempel door koningin Beatrix officieel geopend.
Het complex bestaat uit de eigenlijke tempel, die achter een voorhof parallel aan de Zeedijk ligt, geflankeerd door gebouwen die een overgang moeten vormen naar de Hollandse architectuur van de rest van de Zeedijk. In deze gebouwen verblijven de nonnen van de tempel en is de bibliotheek gevestigd. Zeedijk 118, ook deel uitmakend van het complex, is historiserende nieuwbouw; de geveltop komt van het gesloopte pand Haarlemmer Houttuinen 105.
In de voorhal van de tempel, die Kuan Yin Shrine heet, staan beelden van Sangharama (Guan Yu), Guanyin en Skanda.
De hoofdhal bevat drie aparte altaren van Ksitigarbha, Sakyamuni Boeddha en Guanyin. Deze hal bevindt zich onder het Kuan Yin Shrine en is voor bezoekers alleen toegankelijk op bepaalde boeddhistische feestdagen, zondag en op de eerste en de vijftiende dag van de Chinese kalender. Op deze dagen worden lessen gehouden over het boeddhisme door middel van oude boeddhistische geschriften. Op elke derde zondag van de maand worden hier meditatielessen gehouden.
De Taiwanese dakpannen bleken niet bestand tegen het Nederlandse klimaat. Omdat er delen naar beneden vielen werd de dakbedekking op last van de autoriteiten ingepakt in steigerdoek.
Er wordt jaarlijks groots het vesak gevierd. Hierbij komen vele Chinezen uit heel Nederland naar de tempel om wierook te branden voor de vele boeddha's en boeddhistische heiligen. Ook wordt het beeld van Gautama Boeddha uit de tempel gedragen en in een processie naar de Nieuwmarkt gedragen. Op de Nieuwmarkt staan dan ook kraampjes met vegetarische hapjes en informatiekramen over de verschillende boeddhistische stromingen.

## Afbeeldingen

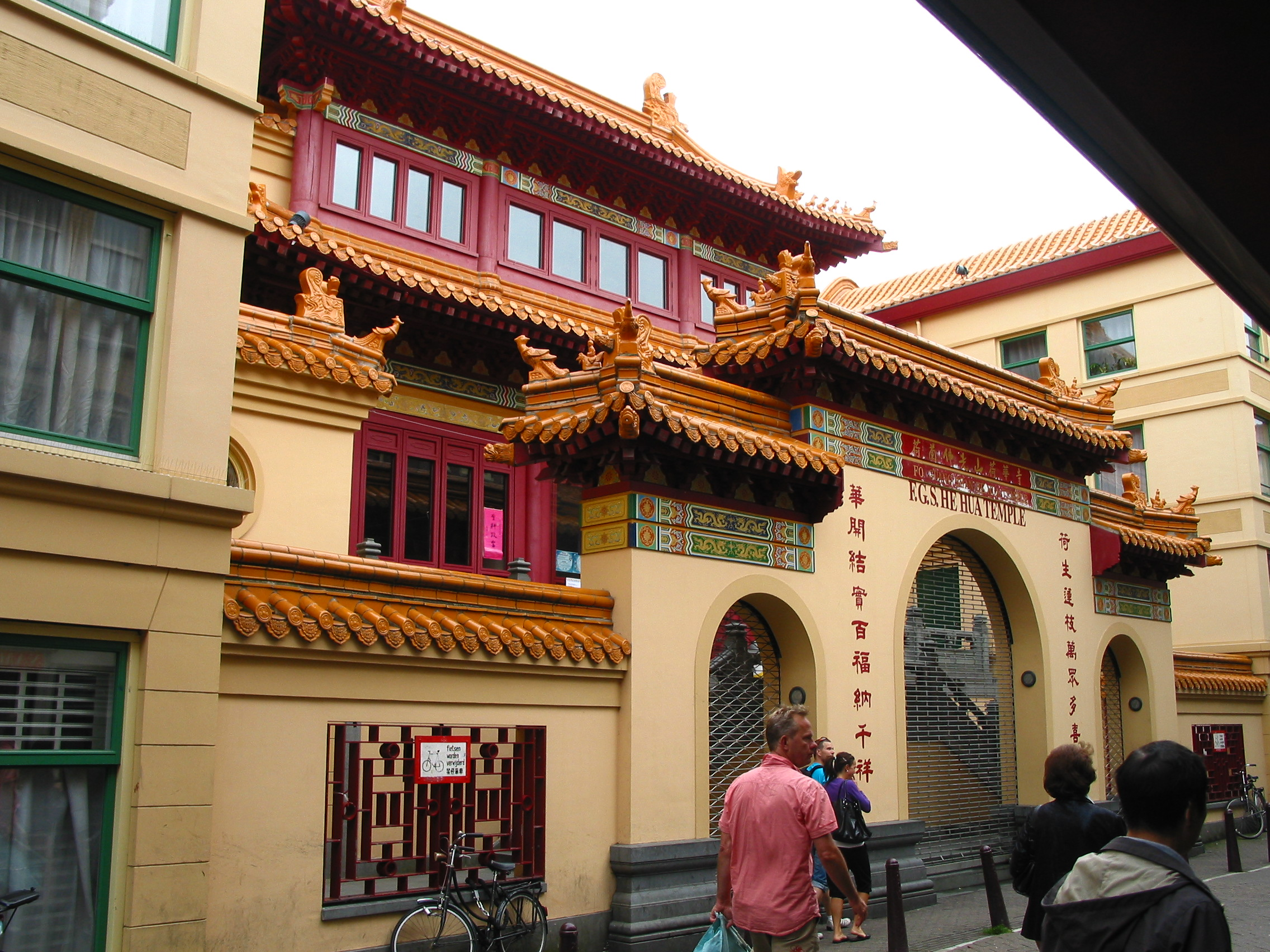
He Hua tempel
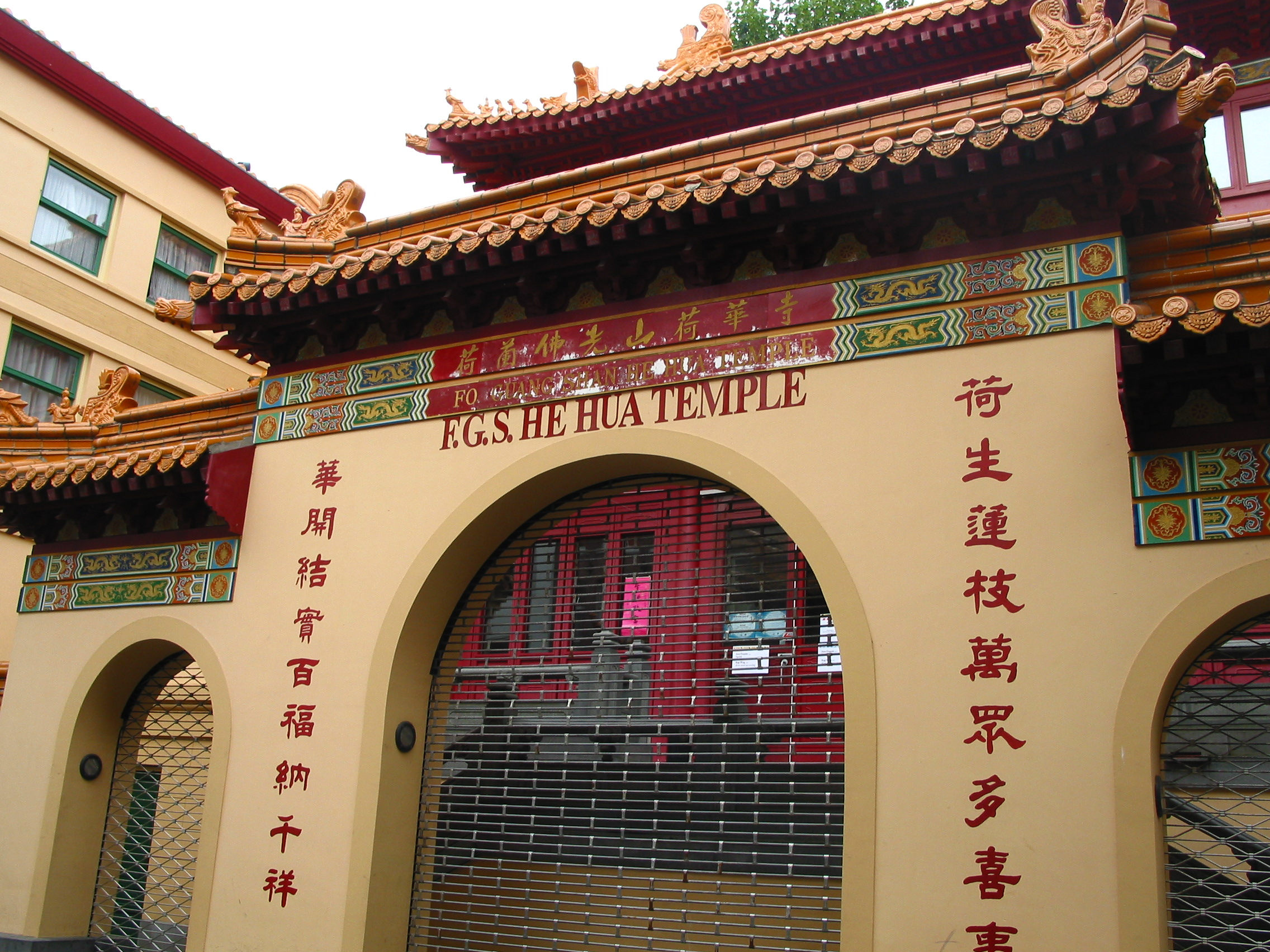
Tempel tijdens niet-openingstijden met gesloten tralies
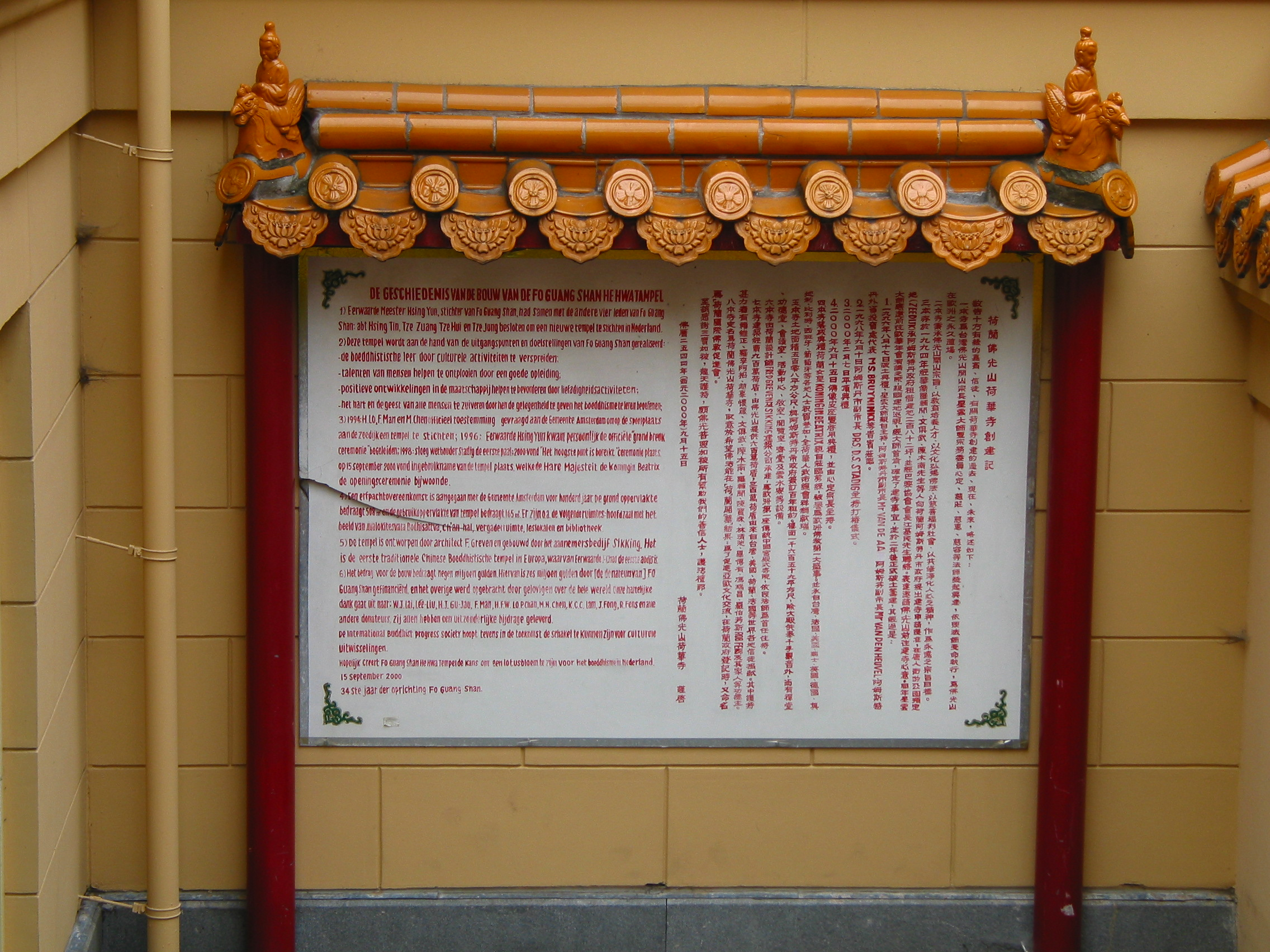
Handgeschreven informatiebord
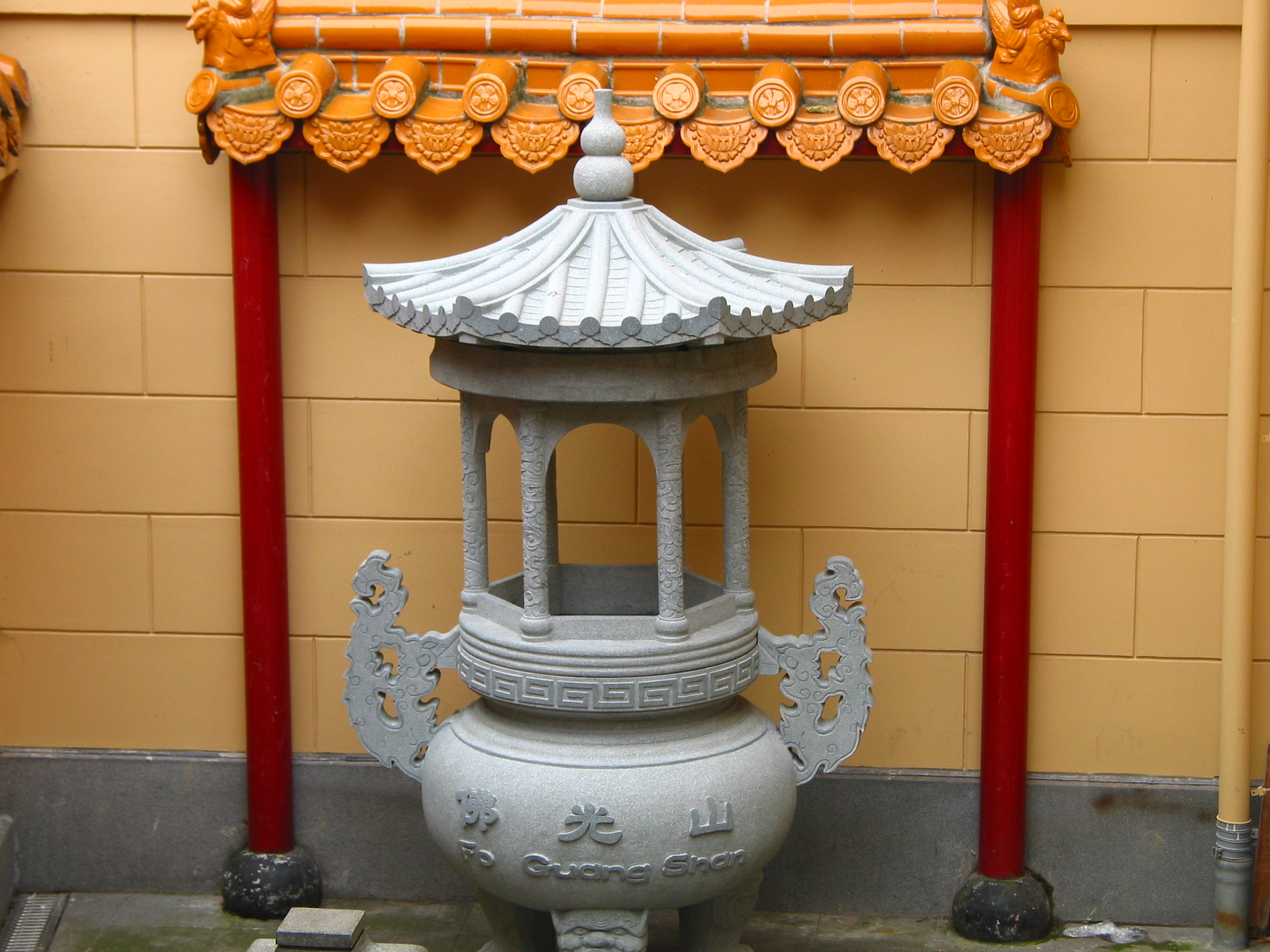
Wierookpot die niet gebruikt wordt
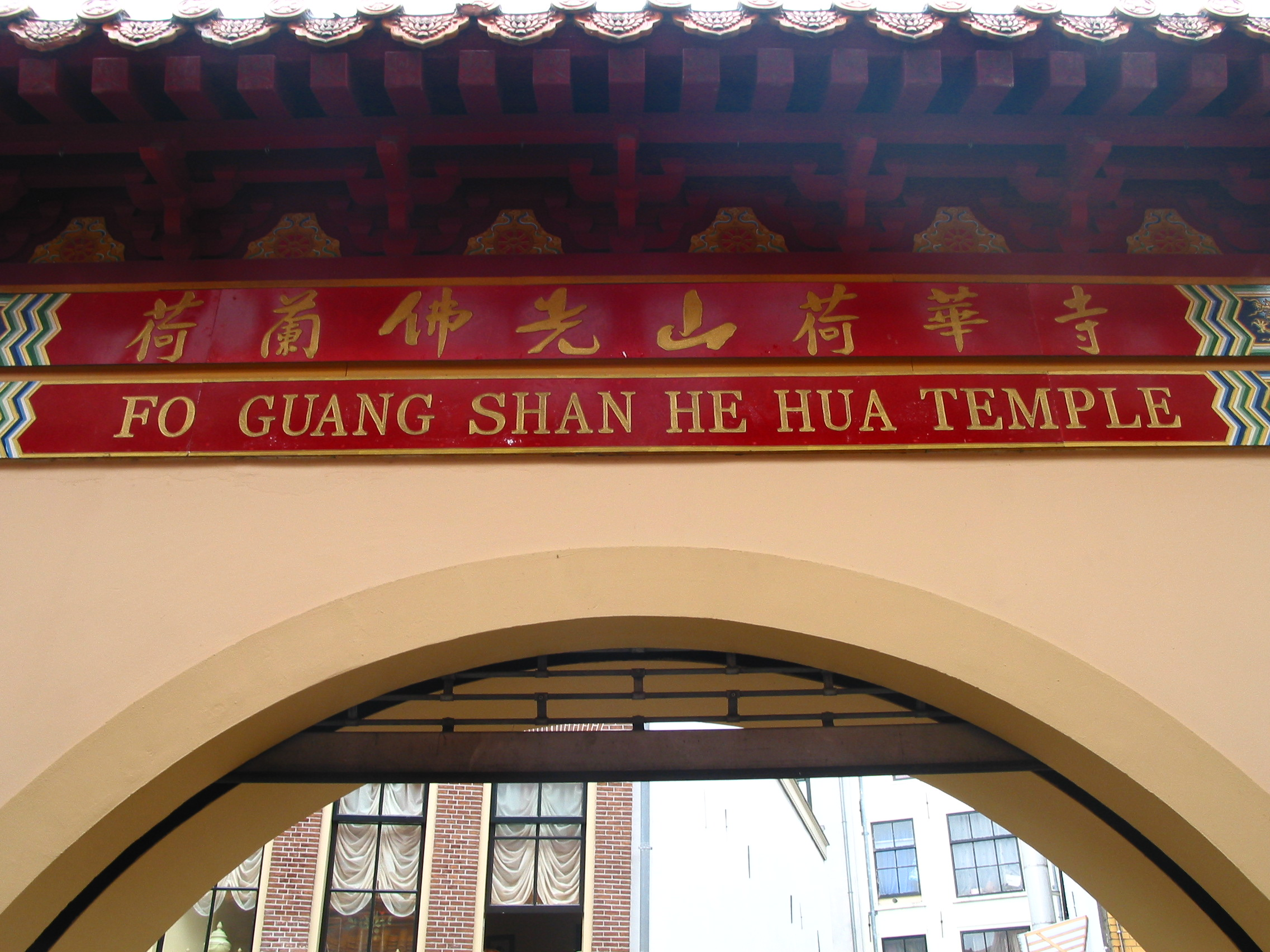
Poort gezien vanuit het Kuan Yin Shrine
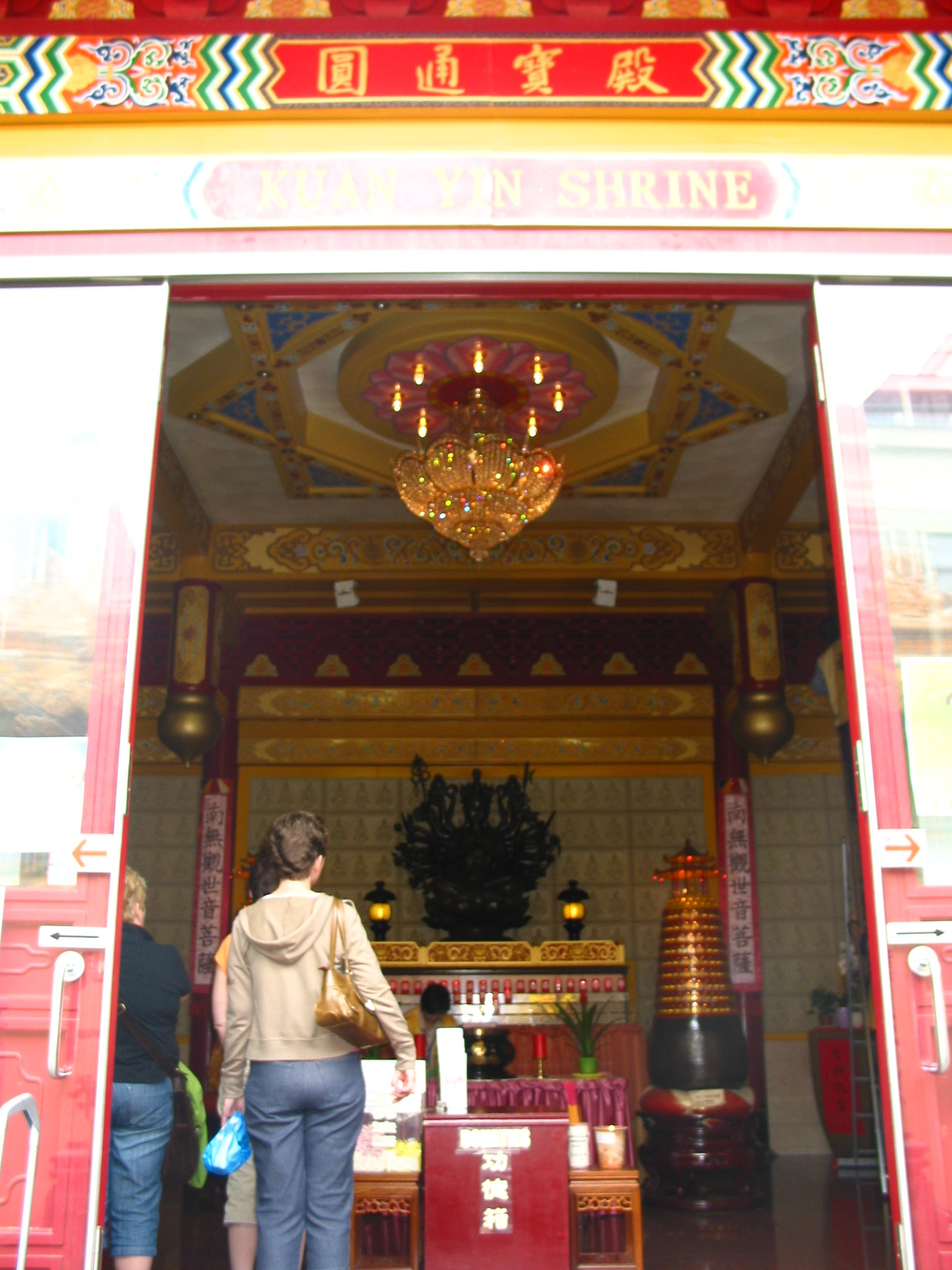
Kuan Yin Shrine
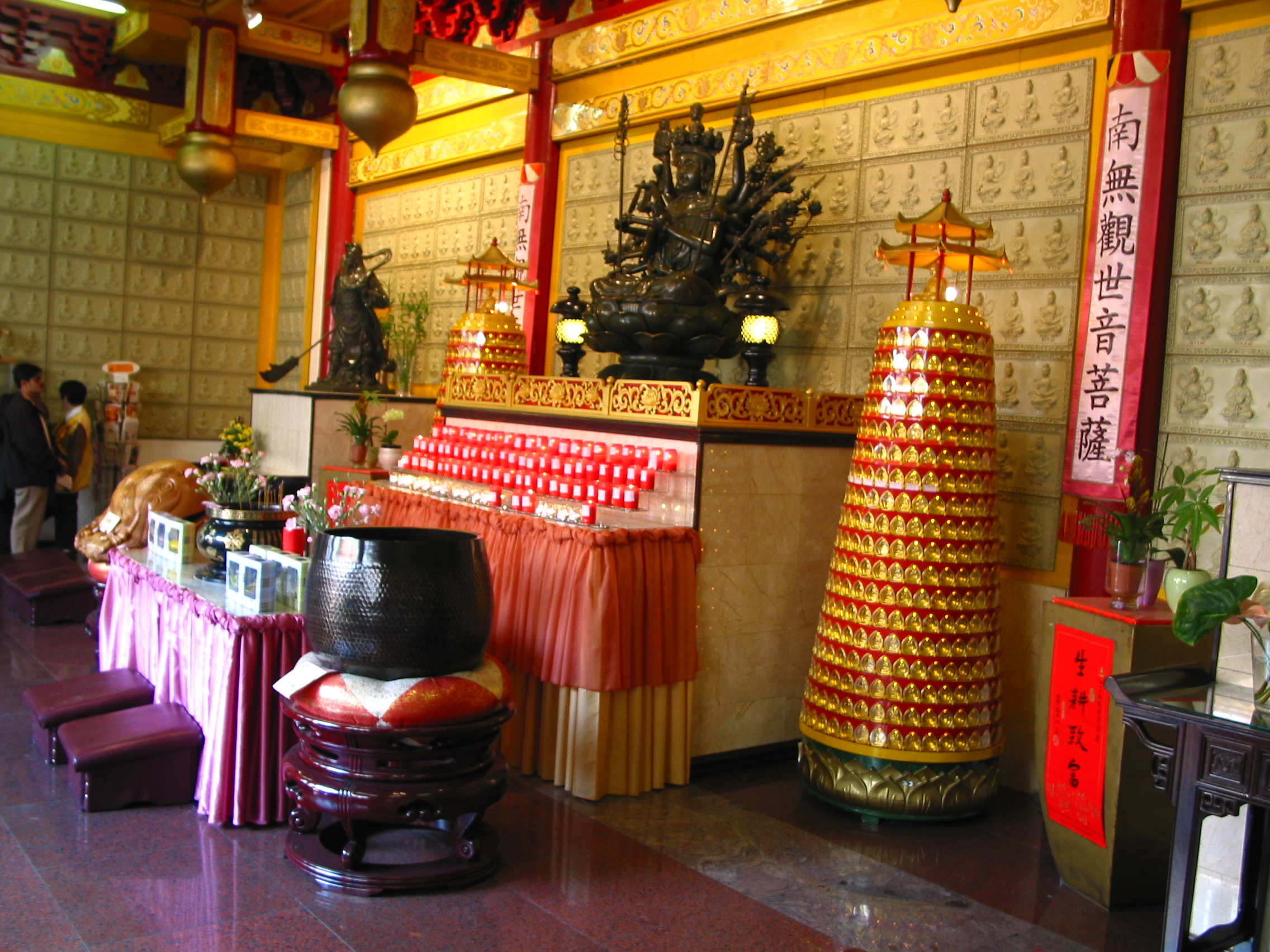
Kuan Yin Shrine
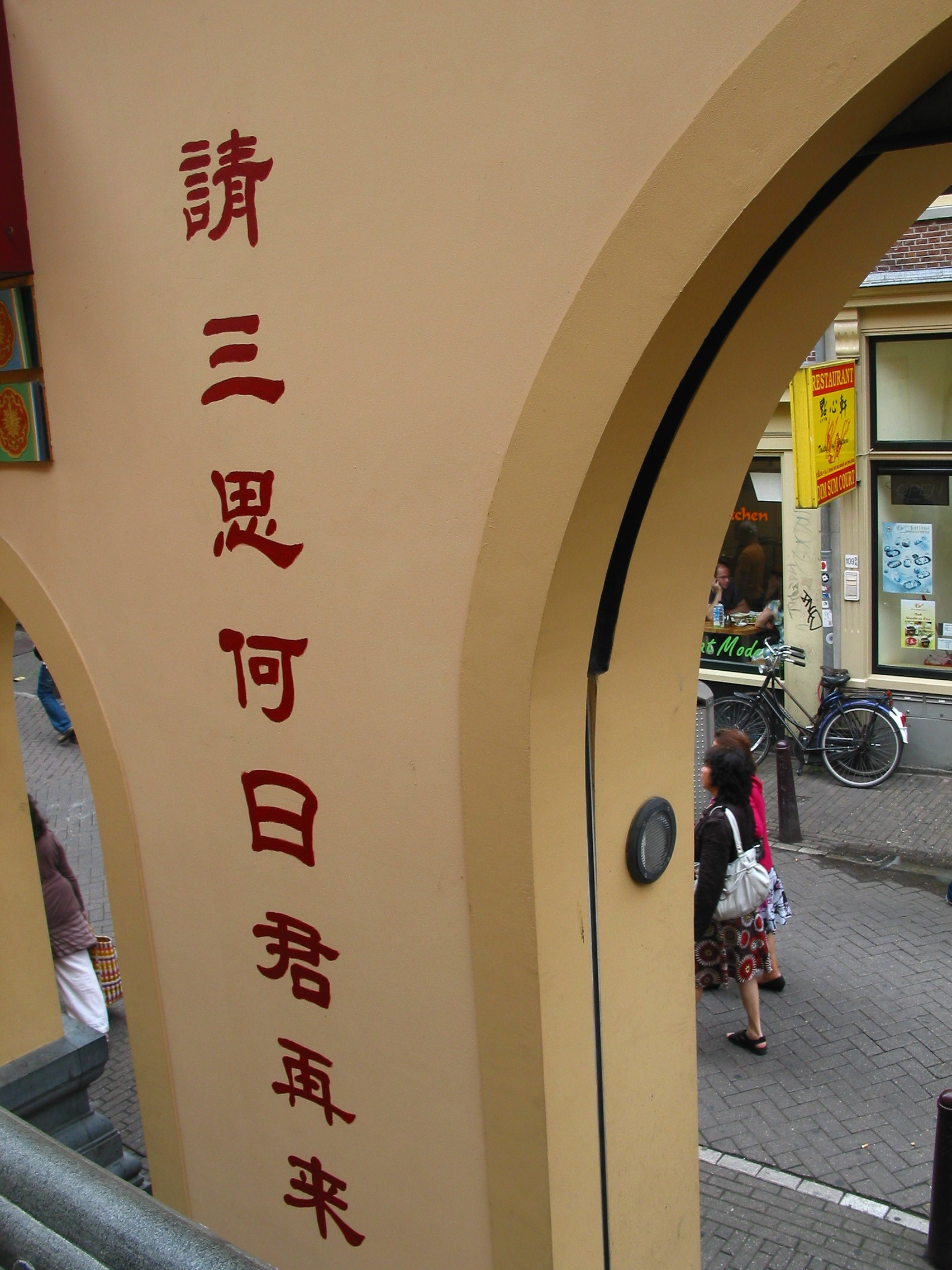
Linker duilian op de poort gezien vanuit het Kuan Yin Shrine
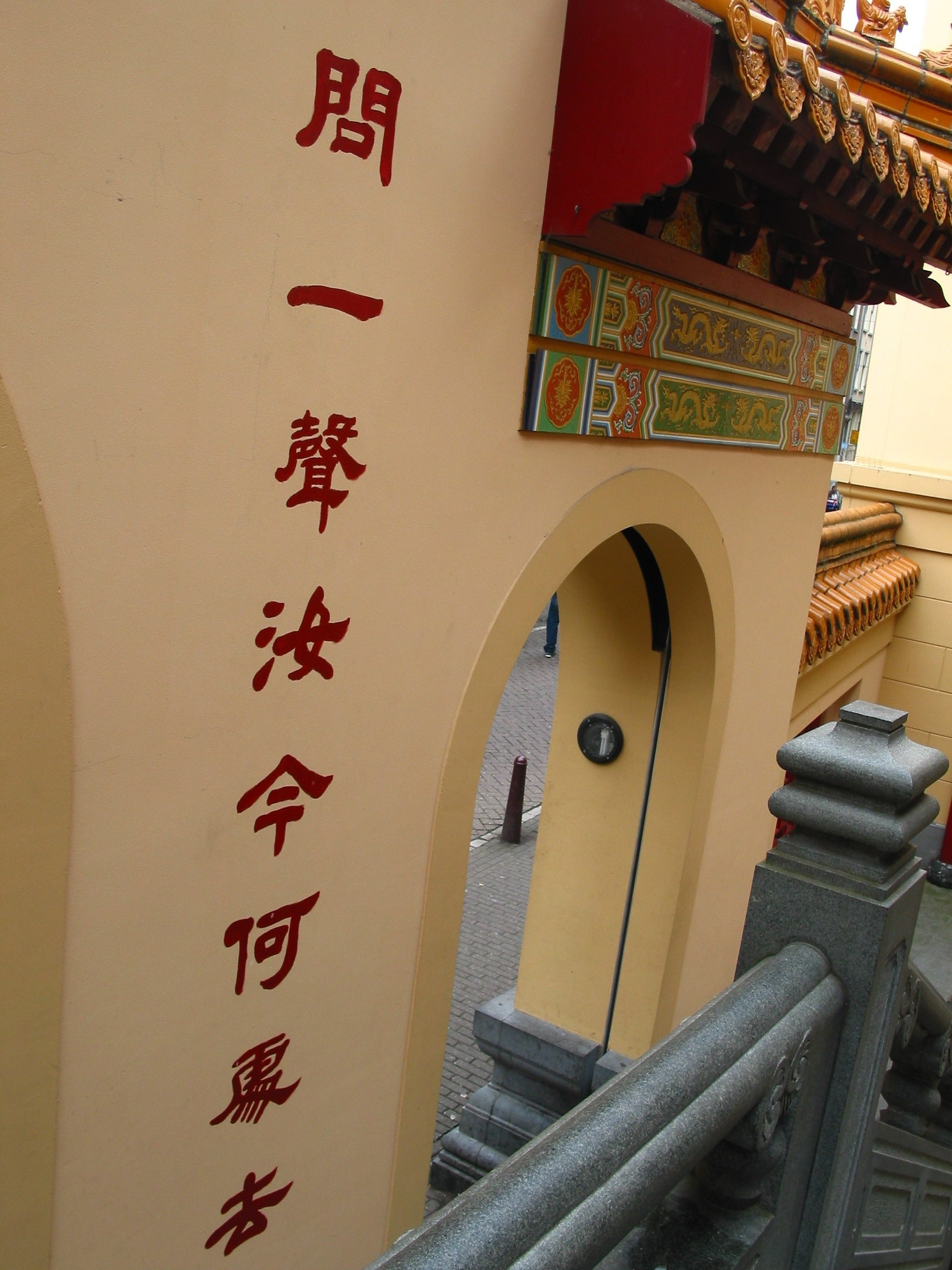
Rechter duilian op de poort gezien vanuit het Kuan Yin Shrine
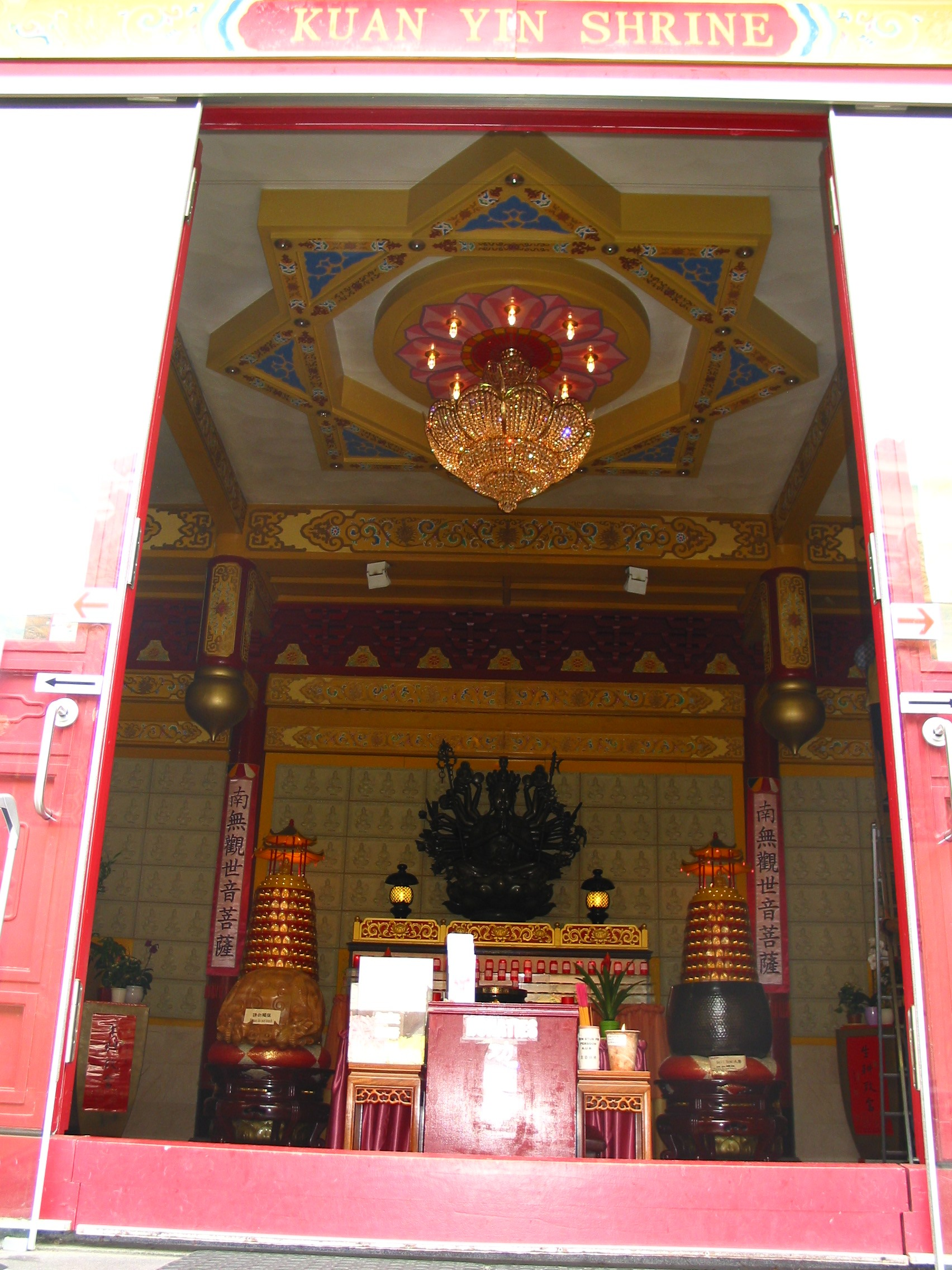
Kuan Yin Shrine
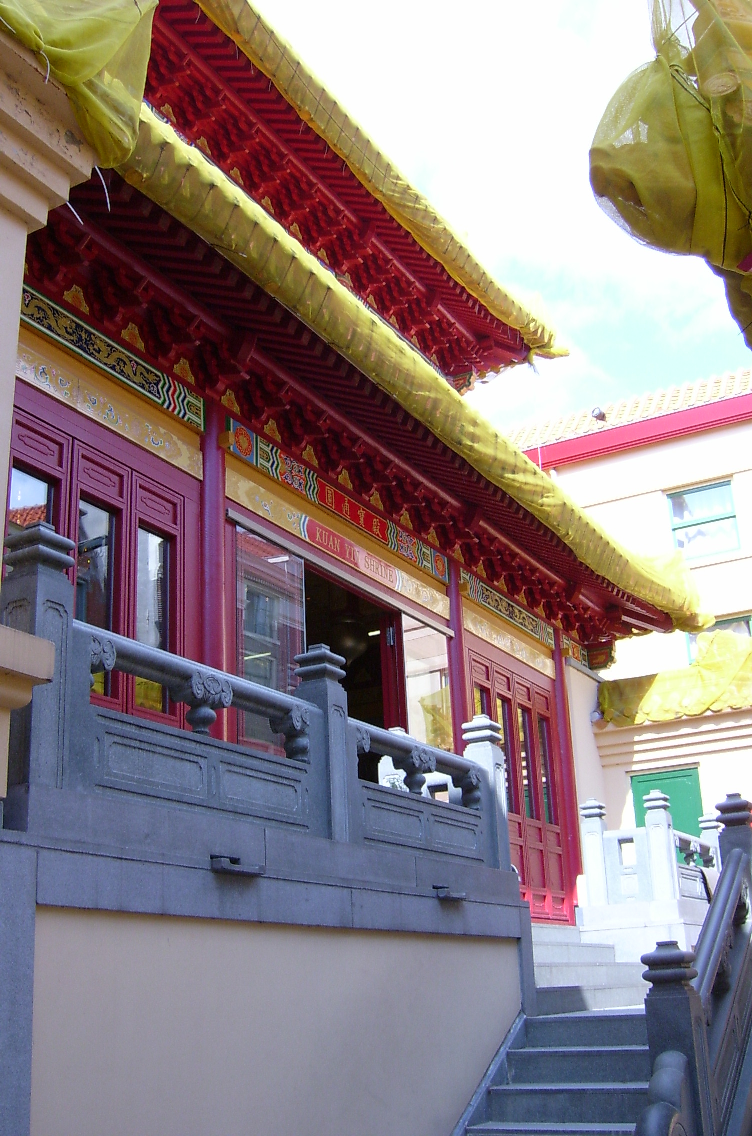
De tempel ten tijde toen de dakpannen kapot waren
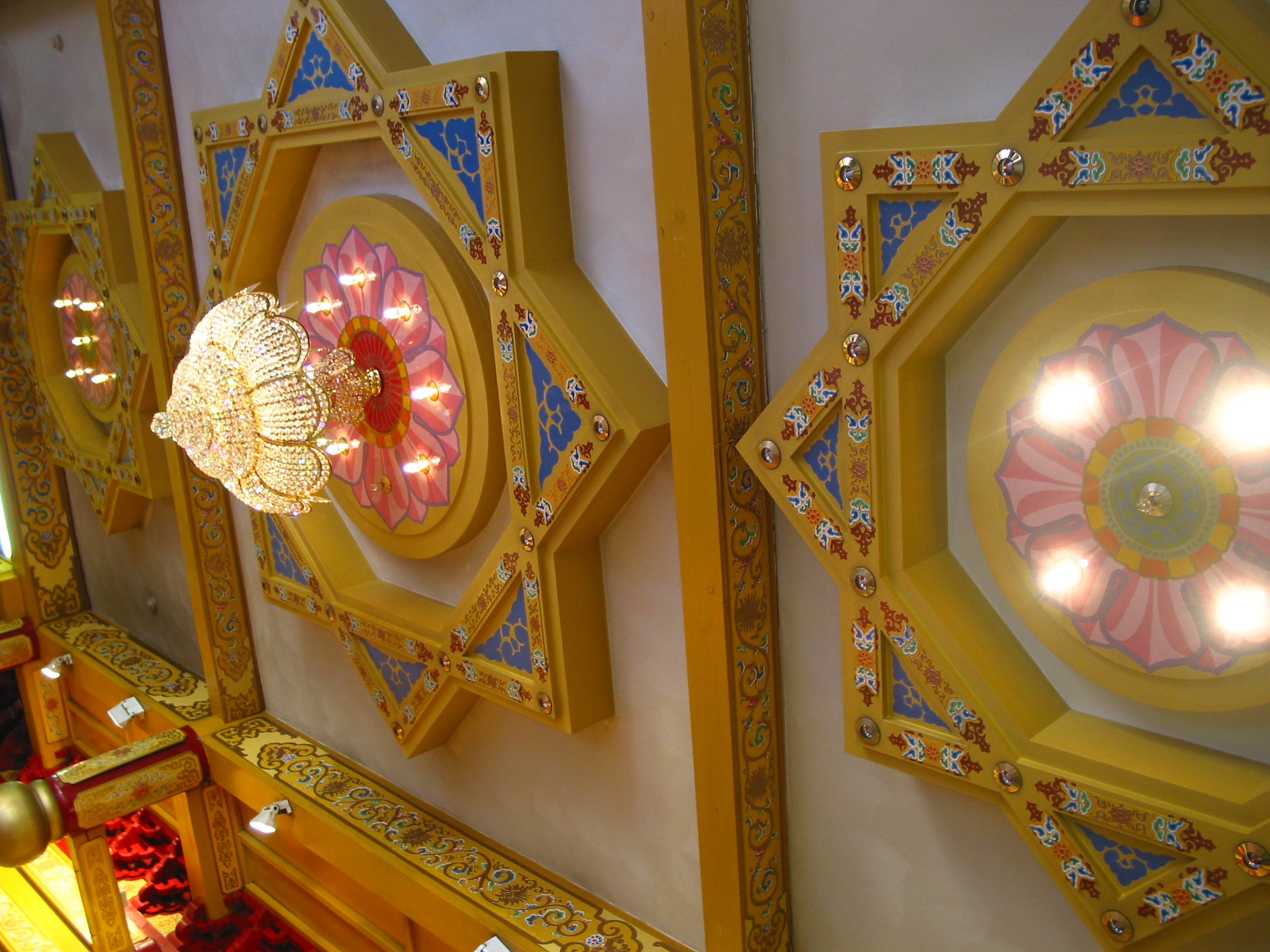
Plafond van de tempel
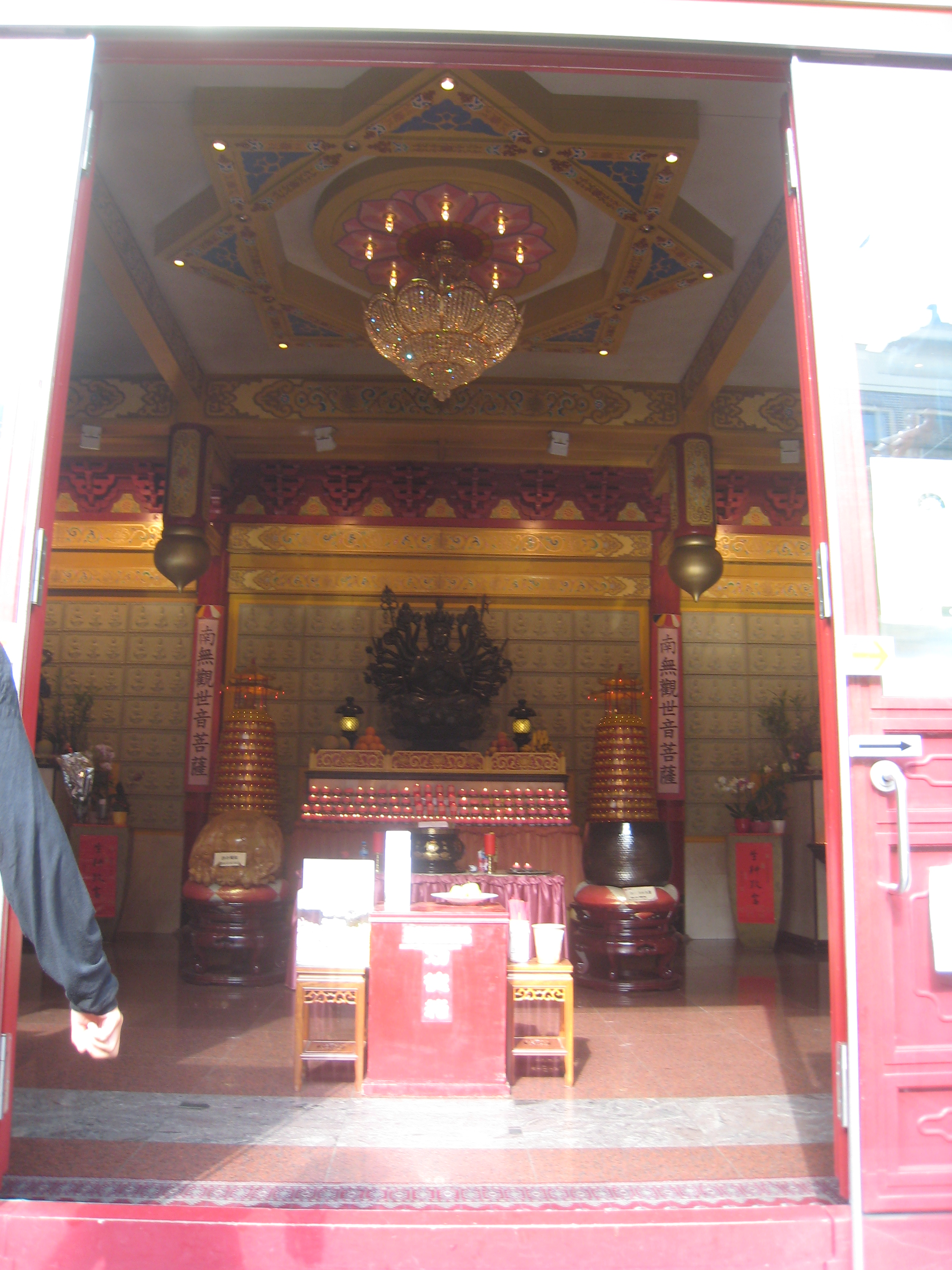
Altaar van Guanyin
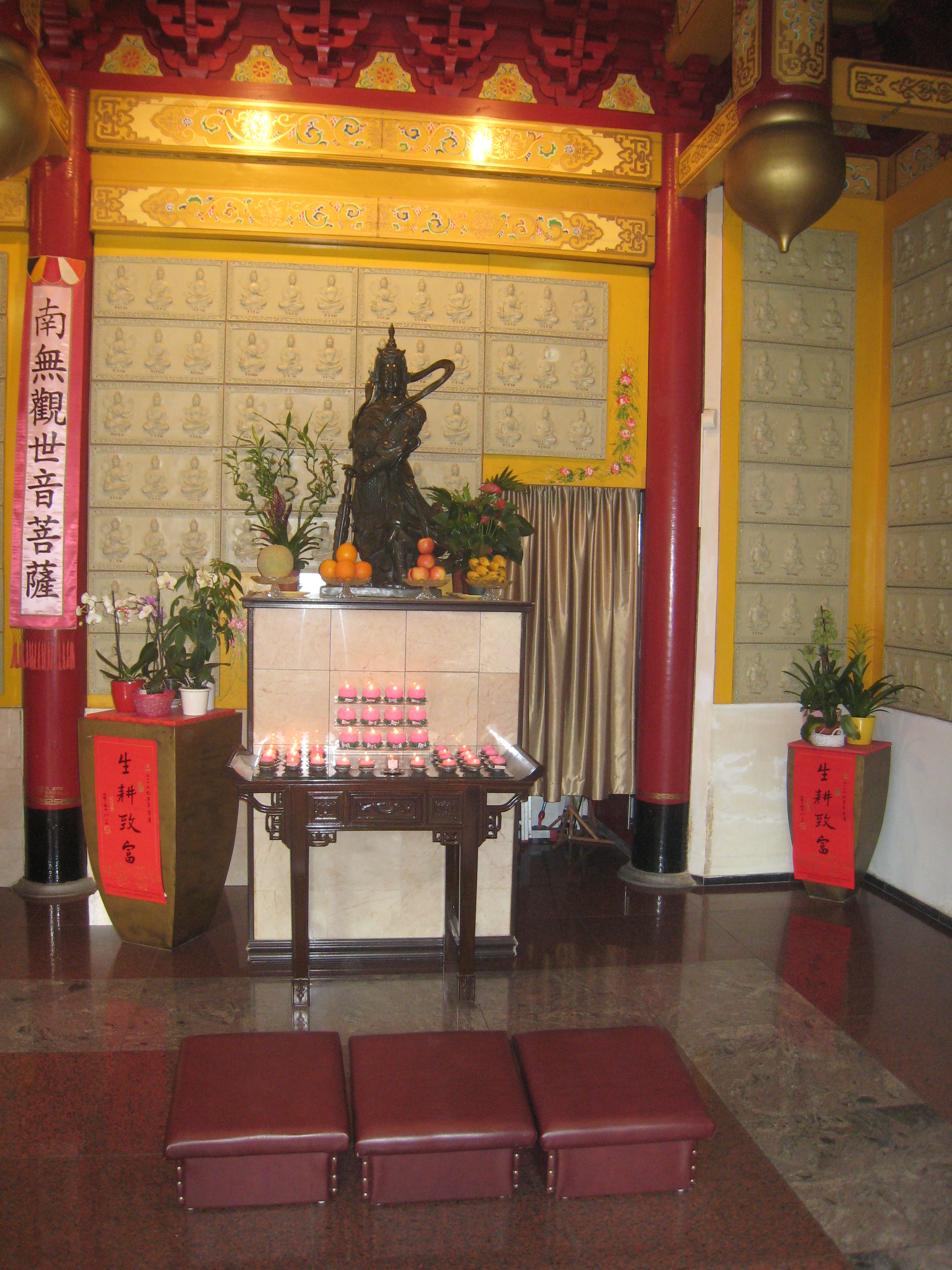
Altaar van Skanda
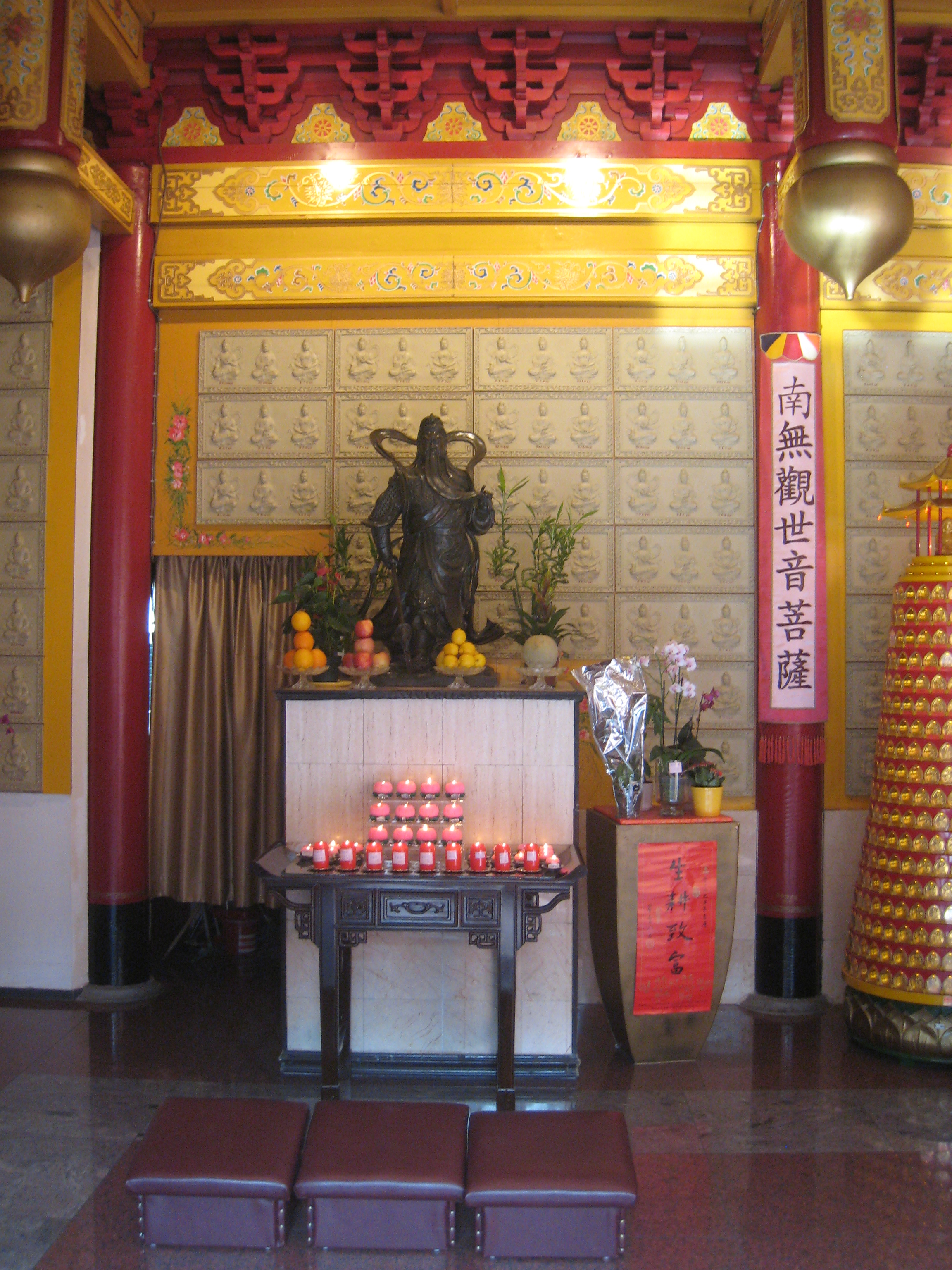
Altaar van Sangharama
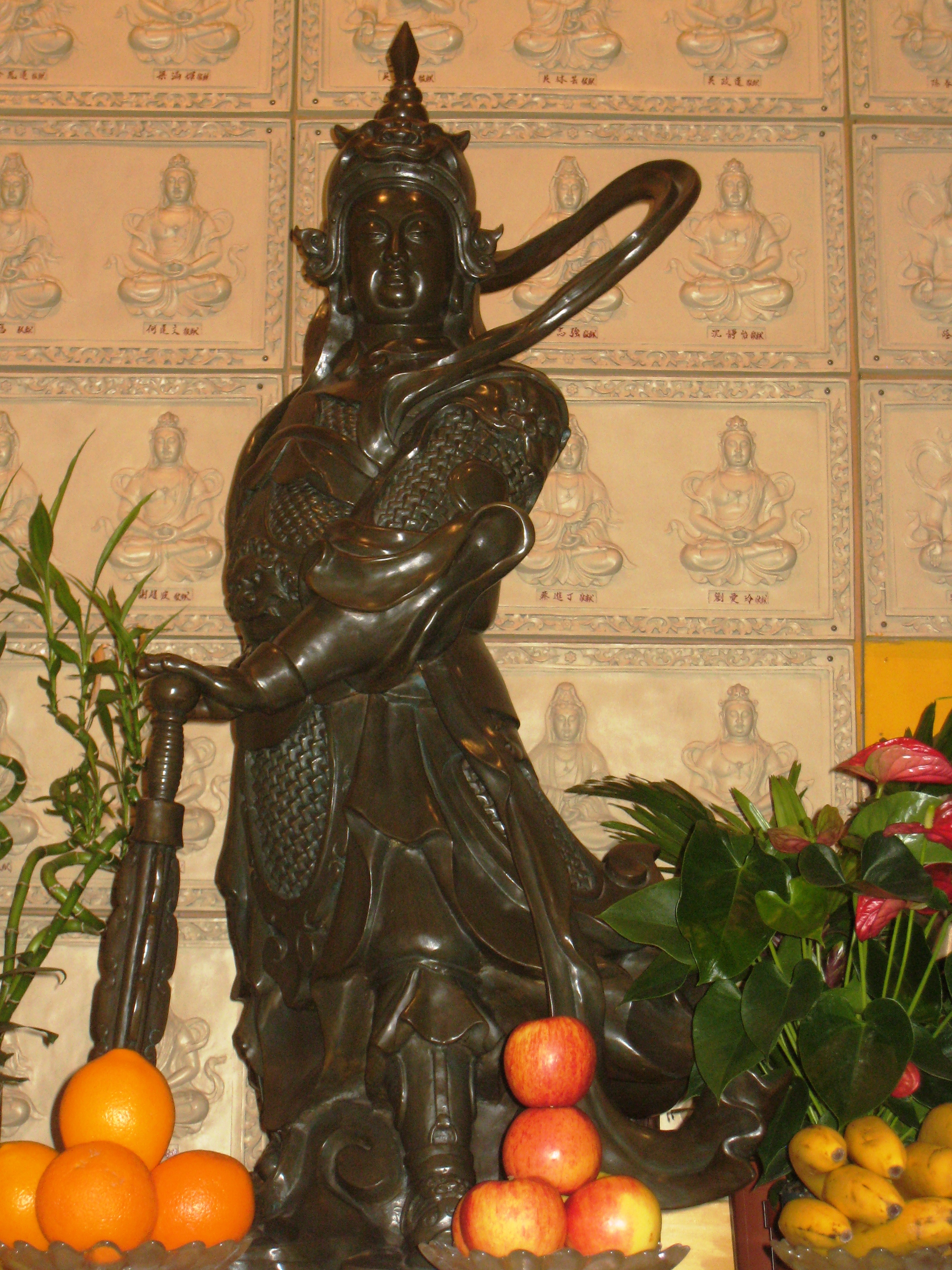
Skanda
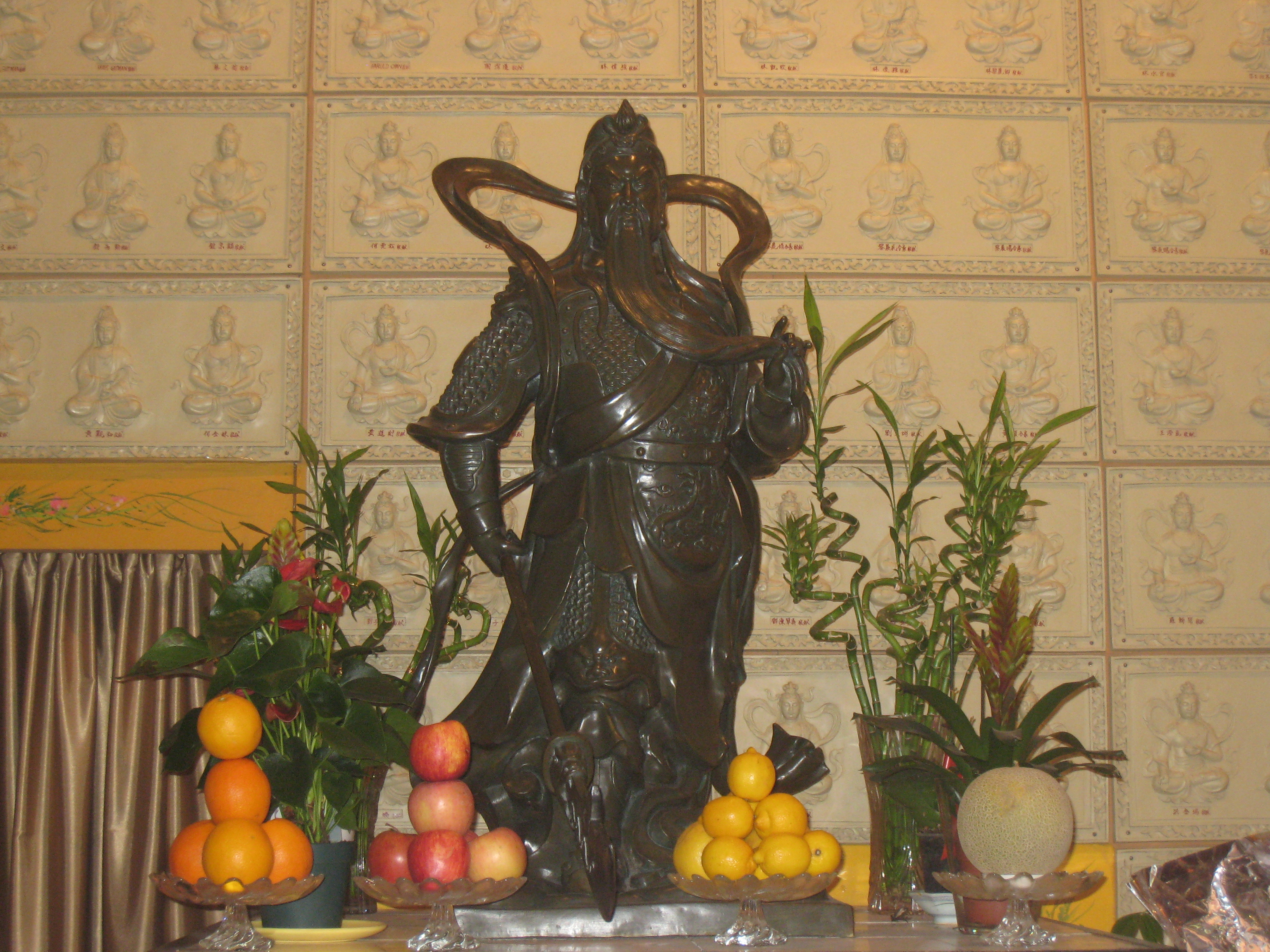
Sangharama
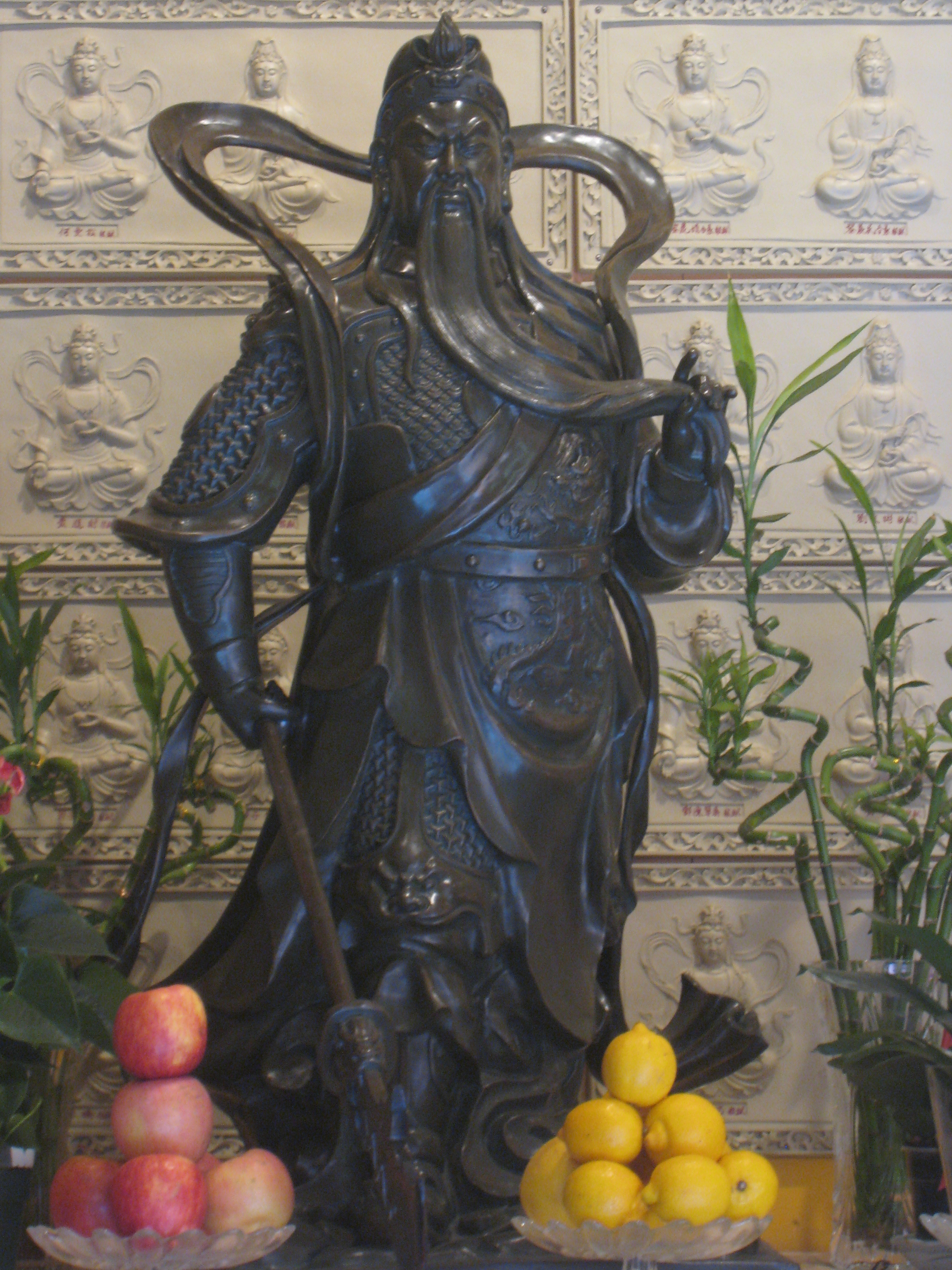
Sangharama
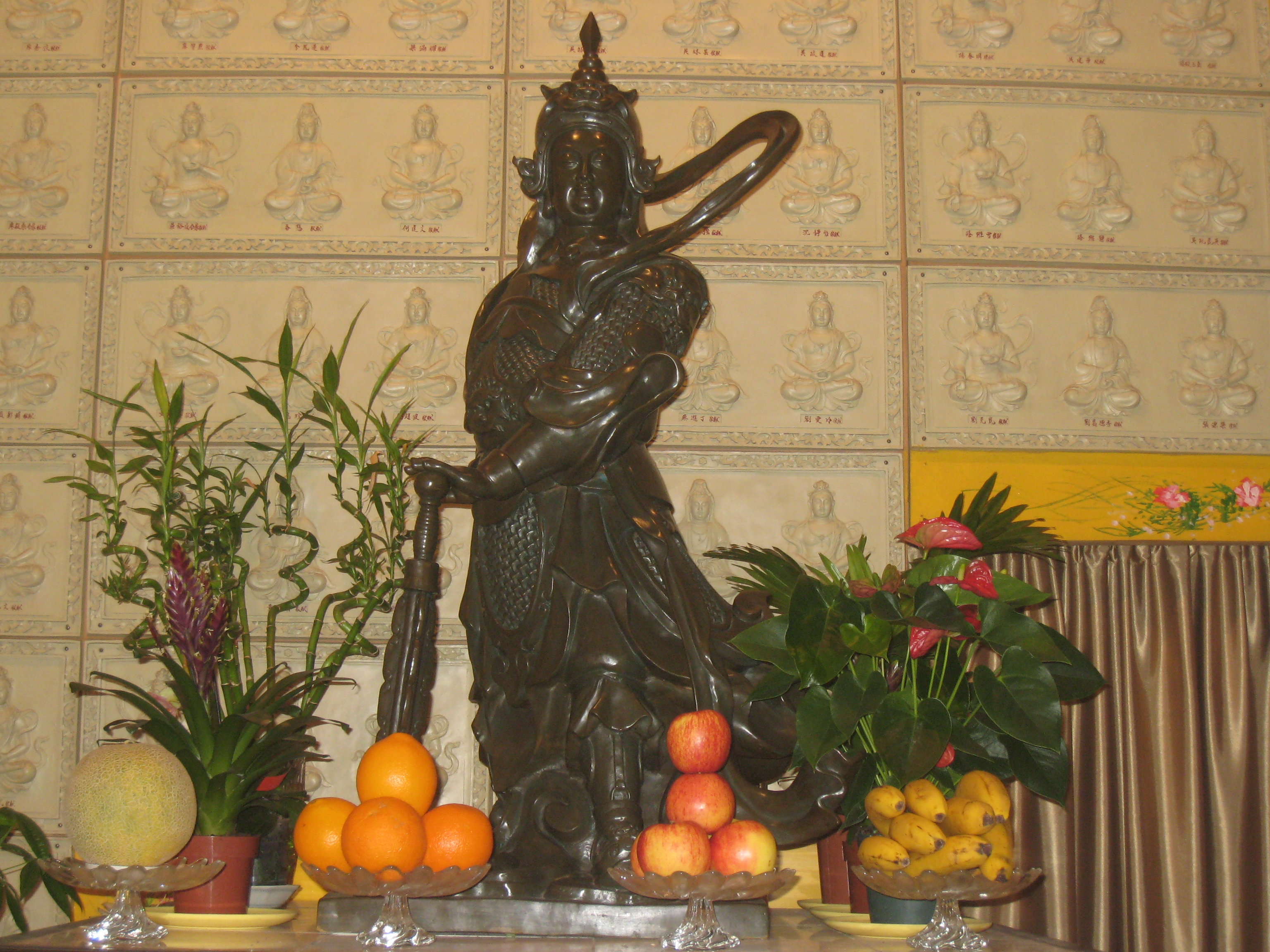
Skanda
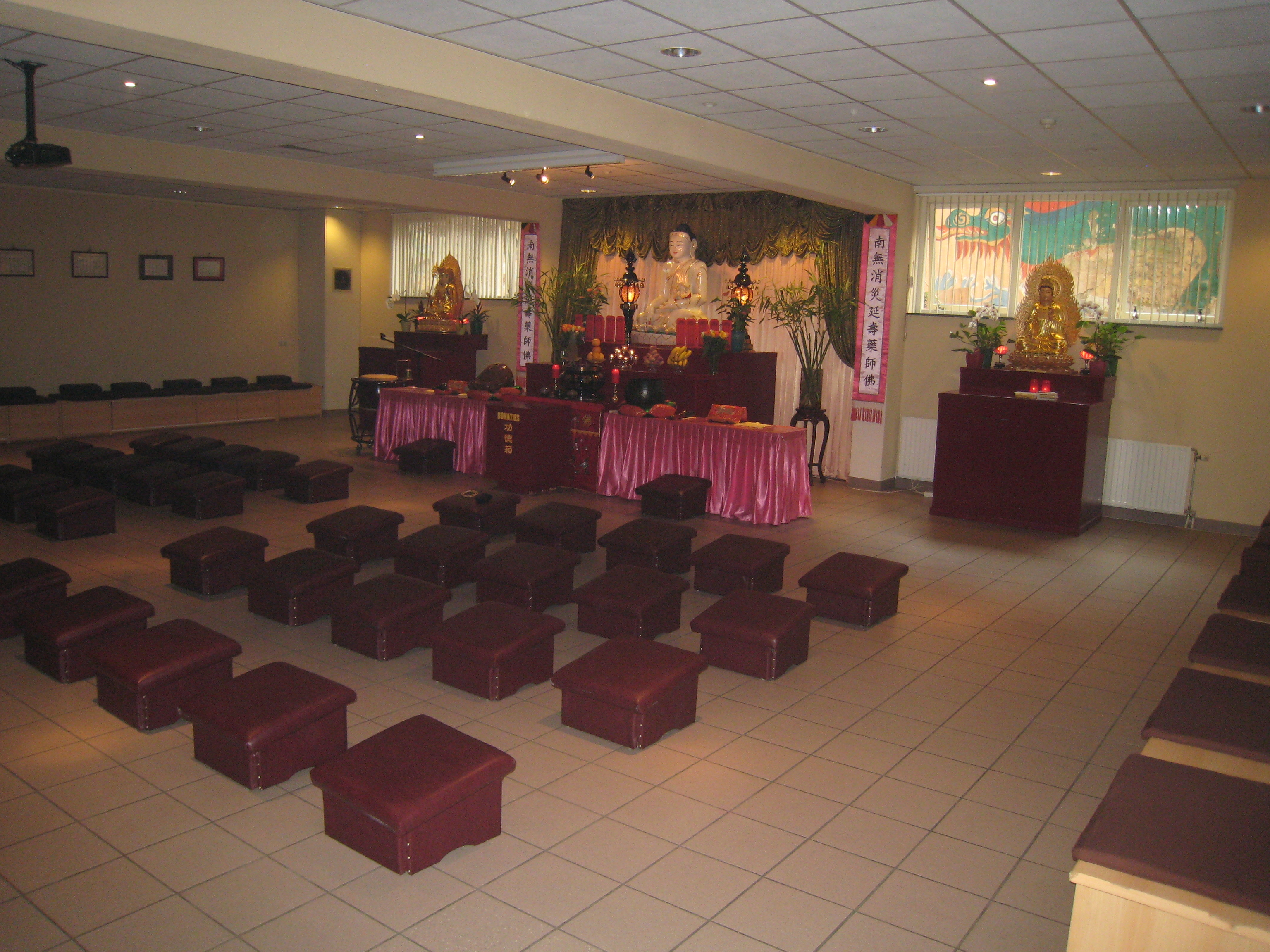
Jaden Boeddha zaal
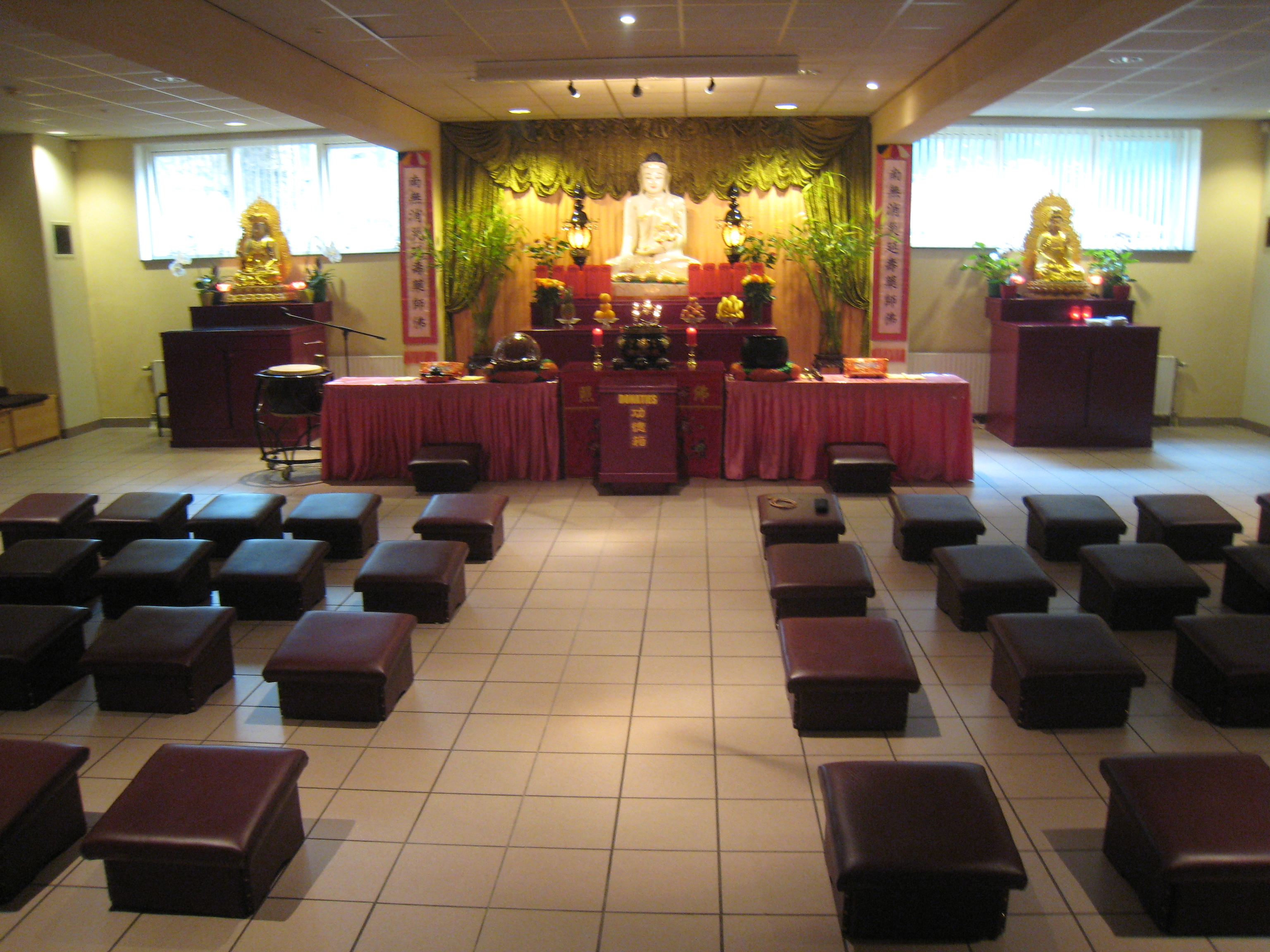
Altaar van Sakyamuni Boeddha